# 신기선 (시인)
신기선(申基宣, 1932년 3월 11일 ~2021년 12월 30일)은 대한민국의 시인이다.
1932년 함북 청진(淸津) 출생이며, 광복 후 월남하여 용산고등학교와 동국대 국문과를 졸업하였다. 1957년 《문학예술》 잡지 추천으로 시단에 나왔다. 초기 시는 직관과 관념에 의한 것들이었으나, 1971년 《어릴 때 조국(祖國)》을 쓰면서부터 현실인식의 시를 지향, 계속하여 〈콜라〉,〈서부이촌동(西部二村洞)〉 등과 같은 경향의 작품들을 발표했다. 특히 조국의 분단 현실에 대한 동화적(童話的) 투시력은 거의 독보적인 것으로 인정된다. 저서로 시집 《맥박(脈搏)》,바람의 집,아리랑 산천에 흐르는 눈물과 장편 서시시집 운무림 속에 한이슬의 눈물이 있다.
2021년 12월 30일에 세상을 떠났다.

## 가족 관계
- 배우자: 문정애
  - 딸: 신혜수(1965년 3월 24일~)
  - 아들: 신우진